# 庆舍
庆舍（？—前545年），中国春秋时期齐国执政大臣庆封的儿子。 
庆封喜欢打猎、喝酒，把政权交给庆舍，带着他的妻妾财物到卢蒲嫳家里，交换妻妾喝酒。卢蒲嫳就把他的哥哥、齊後莊公的心腹卢蒲癸召回，庆舍把女儿卢蒲姜嫁给卢蒲癸。卢蒲癸和王何成了庆舍的侍卫，但他们要為齊後莊公報仇，欲杀庆舍。
卢蒲姜对卢蒲癸说：“有事不告诉我，必不成功。”卢蒲癸告诉了她。卢蒲姜说：“我父亲性情倔强，没有人劝阻他，反倒不出来了。请让我去劝阻他。”卢蒲癸同意。
前545年十一月初七日，在太公庙秋祭，庆舍主持祭祀。卢蒲姜对父亲说有人要作乱，劝他不要去。庆舍不听，到太庙参加祭祀。麻婴为祭尸，庆奊为上献。卢蒲癸、王何手拿寝戈，栾氏、高氏、陈氏、鲍氏的徒兵穿上了庆氏的皮甲。子尾用槌子在门上敲三下，卢蒲癸在后边刺庆舍，王何用戈猛击庆舍，打下了庆舍的左肩。庆舍还攀着庙宇的椽子，震动了栋梁，向人扔去俎和壶，杀死人后才死去。庆封逃亡吴国。